# Sultan Ahmad Tambal
Sultan Ahmad Tambal, apareix també com Tambol, Tanbal o Tanbol, (? - 1504) fou un noble mongol, governant d'Andijan primer per compte de Jahangir Mirza (1500-1501) i (1502) i després (1502-1504) en nom propi.
A la mort d'Umar Shaykh II (Umar Shaykh Mirza) i l'ascens al tron de Baber (juny de 1495) va començar a destacar sent un dels homes de confiança del jove príncep. El 1497 Baber va anar a conquerir Samarcanda on va entrar a la ciutat (en una data no precisada de novembre (després d'un setge de set mesos). Baysunkur Mirza, amb 200 o 300 homes, va fugir cap a la ciutat de Turkestan (Yasi) i després cap a Kunduz amb Khusraw Shah. A finals de novembre Baber entrava a la ciutadella de Samarcanda on estaven els nobles locals. Per manca de botí els seus homes se'n tornaren aviat a casa a Andijan o altres pobles de la Vall de Ferganà; un dels caps militars principals era Sultan Ahmad Tambal, darrerament situat a una mena d'estat major de Baber. Retornat a la vall de Ferganà, Tambal va conspirar amb Awzun o Auzun Hasan, que Baber havia deixat encarregat del govern (junt amb Ali Dost Taghai) en la seva absència. Els dos homes van intentar convèncer a Baber de donar el govern d'Andijan i Akhsi al seu germà Jahangir Mirza, un noi jove amb una personalitat més dèbil, que podrien dominar fàcilment. Quan Baber va refusar la petició dels dos homes, aquests van aixecar un exèrcit que va anar d'Akhsi, on era Tambal, fins a Andijan, i van assetjar la fortalesa on Ali Dost Taghai estava disposat a resistir. La mare i l'àvia de Baber, i diversos caps religiosos, eren a la ciutadella. Just en aquell moment Baber es va posar malalt i durant 4 dies no va poder ni parlar; mentre estava així va arribar un missatger dels rebels que va veure com estava de malalt Baber, i al retorn a Andijan va informar de la situació, però al mateix temps també ho va fer saber a Ali Dost Taghai amb el qual a aquest només li quedava l'opció de rendir-se; al mateix moment que passava això Baber ja s'estava recuperant i al cap de poc més de tres mesos de la conquesta de Samarcanda fou forçat a abandonar-la el febrer de 1498 per anar a Andidjan a salvar el tron. Quan va arribar a Khudjand es va assabentar que la fortalesa s'havia rendit i d'altra part els pocs homes que havia deixat a Samarcanda havien perdut el control davant d'Ali Sultan Mirza. El poder efectiu a Samarcanda de fet va quedar en mans de Khoja Yahya (o Khoja Muhammad Yahya), fill d'Hodji Ahrar (Khwaja Ubaydallah), els ancestres del qual ja exercien el càrrec de Shaykh al-Islam a la ciutat feia quatre-cents anys. El poder nominal a Andijan havia passat a Jahangir Mirza però de fet a Auzun Hasan i Ahmad Tambal. Baber va romandre a Khudjand; el kan de Mogulistan Mahmud Khan va acceptar atacar Andijan i va envair el territori, però fou frenat per la resistència a Akhsi. Sultan Muhammad Khanika (fill de Mahmud) i el seu guardià Ahmad Beg, foren enviats a Baber amb 5.000 homes però quan anava a atacar, els uzbeks van atacar el kanat de Mogulistan i les forces de Mahmud es van haver de retirar. Baber va tornar a demanar ajut i el Khan va nomenar a Sayyid Muhammad Husain (Doghlat), Ayub Bogchik i Jan-Hasan Barm per reunir-se amb Baber amb uns 7.500 homes. Amb aquest suport va intentar ocupar Andijan però els mongols van abandonar l'exèrcit perquè era el temps de la recollida de melons.
Baber va estar 18 mesos a Khudjand; va fer un intent cap a Samarcanda i un cap a Andijan, que no van reeixir. Però sembla que el govern d'Auzun Hasan i Ahmad Tambal no agradava als habitants; la ciutat de Marghilan, on tenia molta influència Muhammad Dost Taghai (fill d'Ali Dost Taghai), es va sotmetre a Baber i li va jurar fidelitat. Hasan i Tambal van atacar Marghilan però llavors es va revoltar Hasan Dikcha a Akhsi i va cridar a les forces de Baber. Aquest a més va rebre llavors el suport d'alguns homes enviats per Mahmud Khan i alguns que abandonaven el servei d'Auzun Hasan i després d'una derrota parcial prop de Marghilan, Hasan i Tambal es van retirar en desorde cap a Andijan on havien deixat al front dels afers a Nasir Beg, marit de la germana d'Auzun Hasan. Al final de la primavera del 1499 Baber es va presentar a Andijan i Auzun Hasan va fugir a l'oest mentre Ahmad Tambal es va retirar a l'est a la fortalesa d'Auzkint. Baber va entrar a Andijan el juny de 1499; Auzun es va rendir a Akhsi i després de portar-lo amb la seva gent a Andijan se li va permetre marxar a Karatigin, però Tambal resistia i recollia a tots els malcontents amb Baber i aquest diu que els mongols que el servei eren addictes a la seva pròpia mare (germana de Yunas Khan) o bé eren del clan Doghlat d'Hisor o dels clients i servidors d'aquest clan. Baber va exigir als soldats d'Auzun Hasan que havien passat al seu servei, retornar alguns objectes que havien confiscat a seguidors de Baber i els soldats llavors es van negar i es van passar a Tambal. Aquest, així reforçat, va avançar llavors cap a Andijan, fin que va trobar un exèrcit dirigit per un oficial de Baber al riu Ailaish, a un dia a l'est d'Andijan, al que va derrotar. Llavors va avançar acompanyat de Jahangir Mirza i va agafar posicions a 3 km a l'est de'Andijan; va fer alguns atacs però sense establir un setge regular; en tres ocasions va atacar la ciutat però no va poder passar dels suburbis i al cap d'un mes es va retirar i es va dirigir a Osh que estava fortament defensada, i llavors cap al nord. Va establir una guarnició a Madu (moderna Mady, a la ruta entre Osh cap a Kaixgar), de la que va donar el comandament al seu germà amb una guarnició de 250 homes; Madu fou atacada per Baber també amb 250 homes (les forces totals de Baber eren de 400) i va tenir l'habilitat de tallar el subministrament d'aigua i la fortalesa es va haver de rendir i els 250 soldats de guarnició foren portats encadenats a Andijan; Babur pretenia ocupar Osh i Uzgend (al sud-est i est respectivament d'Andijan); els dos exèrcits es van posar un enfront l'altra a Ab-i Khan bastant a prop d'Osh i es van produir algunes escaramusses. Tambal va fer un simulacre de tornar a atacar Andijan però Baber que havia agafat posicions en que no podia ser vist el va sorprendre i el va derrotar a Khuban a finals de 1499 i Tambal va abandonar el camp; els presoners de l'exèrcit de Tambal foren executats, però Baber, sense subministraments, es va haver de retirar a Andijan, acampant a les muntanyes de la zona on hi havia cacera.
Sultan Ahmad Tambal va demanar ajut a la cort del kan Mahmud Khan de Mogulistan (oncle matern de Baber), on tenia un germà de nom Beg Tilbah que era el "Senyor de la Porta del Khan", i tutor (atabeg) del fill preferit del kan; Beg Tilbah va demanar permís al kan per anar a la vall de Ferganà amb cinc mil homes, sota el comandament (nominal) del fill preferit del kan (el nom del qual no s'esmenta). Els mongols van entrar a la vall i van assetjar Kasan; quan van aparèixer uns 200 homes de Baber que venien d'Uzgend, els mongols (uns cinc mil) es van retirar de manera inexplicable sense esperar a les forces de Tambal que estaven arribant. Tambal no obstant va reagrupar als seus i part dels fugits i es van produir algunes lluites menors amb les forces de Babur sense cap gran combat, fins que el front va quedar estabilitzat a la fortalesa de Pishkaran a l'est de Kasan; la lluita va durar uns dos mesos; el febrer de 1500. El febrer de 1500 els dos grans begs del país, Qambar Ali i Ali Dost Taghai van imposar una treva i un acord: Ferganà es dividia entre Baber i Jahangir Mirza (i el seu beg Tambal). Tambal i Jahangir residirien a Akhsi (van rebre també Kasan al nord i alguna ciutat de l'oest) i Baber a Andijan. Els dos germans ferien un atac conjunt a Samarcanda i si era conquerida seria per Baber que llavors deixaria Ferganà. Els presoners encara vius foren bescanviats. Jahangir Mirza i Tambal es van traslladar a Akhsi i Baber va retornar a Andijan.
Allí es va trobar en que gairebé no tenia poder. El control del govern el tenia Ali Dost Taghai que tenia tanta influència sobre les personalitats locals que Baber no podia fer res sense comptar amb la seva aprovació. Muhammad Dost Taghai, fill d'Ali Dost, es donava aires de reialesa i Baber sospitava que era així perquè comptaven amb el suport secret de Tambal. Fos com fos, Baber es va trobar com a sobirà a Andijan, amb menys poder efectiu que a un racó de les muntanyes.
Així el juny de 1500 va decidir sortir cap a Samarcanda per conquerir la ciutat. Poc després de sortir va saber que un germà de Tambal havia trencat la treva, negant-se a evacuar Uzgend (que segons el pacte havia de passar a Baber) i ocupant la principal fortalesa d'Osh. Sens dubte comptava amb l'aprovació i suport del seu germà Sultan Ahmad Tambal. També de camí va saber que Muhammad Shaybani havia ocupat Samarcanda. Llavors es va retirar a Hisor, on s'havien acollit els tarkhans (el clan dels que tenien el títol genguiskànida de Tarkhan, influents a Bukharà i Samarcanda); va fer un pacte amb els tarkhans però aquests el van trencar al cap de poc aliant-se amb Khusraw Shah que dominava el nord-est de l'Oxus (Hisor, Khuttal, Kunduz i Badakhxan). Mentre Ali Dost Taghai i el seu fill Muhammad Dost Taghai havien capgirat la seva lleialtat i es van passar a Tambal al que van entregar el poder a Andijan on Tambal va anar des d'Akhsi amb Jahangir Mirza. Perduda Andijan, sense aliats i sense forces per recuperar Samarcanda, Baber es va veure en la necessitat de decidir entre passar al servei dels uzbeks o al del seu oncle matern Ahmad Khan (al que anomena Kichik Khan, el Jove Khan); finalment va decidir anar al sud i est a través de terres de Khusraw Shah; va anar pel riu Kamrud i després cap al nord i va perdre molts homes a causa de desercions; tenia 240 homes i els uzbeks eren uns 4.000. Baber a més havia de comptar amb la mare, l'esposa i alguns parents que havien fugit d'Andijan per temor de Tambal i s'havien instal·lat a Ura-Tepe, no lluny d'on ara era Baber. En situació desesperada Baber va optar per fer un cop de mà contra Samarcanda i sorprenentment la va ocupar; la data no se sap però fou el desembre de 1500 o gener de 1501. Baber va demanar ajut a caps i sultans i als senyors locals (begs o amirs) de la zona, però només va rebre menys de mil homes, la major part del seu germà Jahangir Mirza, autoritzats segurament per Tambal que tenia interès en que Baber romangués a Samarcanda i el deixés lliure a ell a Andijan; aquests homes anaven dirigits per un germà de Tambal, de nom Sultan Khalil Tambal.
L'abril o maig del 1501 les forces shibànides (uzbeks) el van atacar; Baber estava a punt de rebre reforços (1.500 homes de Mahmud Khan i mil o dos mil homes dels tarkhans) que estaven a un o dos dies marxa; però per una qüestió astrològica Baber va lliurar batalla abans d'hora i fou derrotar a Sar-i Pol a pocs quilòmetres al nord-est de Samarcanda al sud del riu Zarafshan; Khalil Sultan, el germà de Tambal, va estar entre els morts; els que es van salvar van fugir a Ura-Tepe o a Kunduz o Hisor (en el territori de Khusraw Shah). Baber amb uns quants fidels va poder tornar a Samarcanda on va quedar assetjat. Com que no va rebre cap ajut, va haver de fer un pacte secret amb Muhammad Shaybani pel qual aquest el deixava fugir a canvi de la seva germana amb la qual es casaria. Baber va haver de fugir una nit de setembre deixant a Samarcanda a la seva germana Khanzada Begum amb la qual Shaybanai efectivament es va casar.
Baber va passar un durissim hivern a les muntanyes. A la primavera del 1502 va anar a Taixkent amb el seu oncle (matern) el kan Mahmud Khan de Mogulistan que en una entrevista va prometre concedir-li el govern d'Ura-Tepe, que estava sent amenaçada per Tambal. Però el governador d'aquesta, Muhammad Husayn Mirza Doghlat, que la governava des de 1495 per nomenament del mateix Mahmud Khan, no li va voler entregar (no se sap si per iniciativa pròpia o per orde del mateix kan, que estava cansat dels fracassos dels seu nebot); Baber va romandre a Dihkat o Dehkat, als districtes muntanyosos d'Ura-Tepe, i mentre era allí Muhammad Shaybani va atacar territori de Mahmud Khan i Baber va anar a defensar al seu oncle; un vent glaçat anomenat haderwish va matar part de la seva gent de fred; quan va arribar a Beshkent (zona de Taixkent) va trobar que Shaybani ja s'havia retirat (1502). Davant de l'amenaça uzbeka Mahmud va cridar a Taixkent al seu germà Ahmad Khan (Kichik Khan) que hi va arribar poc després quan Baber encara era allí. Tambal i Mahmud Khan, abans amics i aliats, s'havien distanciat segurament pels intents d'expansió de Tambal que s'havien de fer a costa del Mogulistan, i va decidir que convenia dominar Ferganà com a primera defensa contra els uzbeks. Ahmad Khan fou enviat a la vall de Ferganà amb un contingent important d'homes, i Baber es va allistar al seu exèrcit, i va rebre el comandament d'un dels cossos principals. La força de Baber es va dirigir a Osh que fou ocupada i algunes fortaleses van abandonar a Tambal i van prestar lleialtat a Baber. Aquest va atacar llavors Andijan però fou poc acurat es va deixar sorprendre al seu campament per un atac sorpresa de Tambal. Els mateixos Baber i Tambal van a lluitar home a home; Tambal va ferir a Baber que a més va rebre una segona ferida d'una fletxa. Baber va perdre el combat personal i la batalla, en al que foren eliminades una part de les tropes mogoles que manava. Quan Mahmud Khan ho va saber li va retirar el comandament que va passar a Ahmad Khan i va sotmetre a l'autoritat d'aquest tots els forts dominats a la vall de Ferganà, deixant a Baber Akhsi i Kasan com a feus propis, sense res més que el dret de conquesta de Samarcanda, hipotètic. Baber fou curat de les ferides per un metge del campament d'Ahmad Khan. Qambar Ali li va aconsellar conservar Osh, Uzgend i Marghilan (que li eren lleials) i pactar el repartiment de Ferganà amb Tambal (i el seu germà Jahangir Mirza) el qual disposava ara de més recursos que ell i a més l'havia derrotat; però Baber va refusar el pacte i llavors Qambar Ali el va abandonar i va entrar al servei de Tambal.
Una vegada recuperat de les ferides, Baber va enviar dos mil homes a ocupar Akhsi que el kan li havia assignat mentre Ahmad Khan seguia les operacions contra Tambal.
Akhsi estava governada pel germà de Tambal, que va acceptar l'entrada de Baber a la ciutat, conservant el comandament d'una de les fortaleses i establint-se Baber a una altra una mica allunyada de la ciutat. Jahangir Mirza va aprofitar aquell moment per fugir de la tutela de Tambal i es va presentar al campament del seu germà i es va posar a les seves ordes (1502). Tambal, amenaçat per Ahmad Khan i sense Jahangir que era la font de legalitat, estava massa pressionat i es va aliar als shibànides als que va convidar a Ferganà oferint a canvi d'ajuda, el governar a la vall de Ferganà sota sobirania del kan uzbek; Ahmad Khan estava assetjant Andijan però sembla que el setge no avançava.
A la primavera del 1503 Shaybani va fer una incursió a Ura-Tepe; Mahmud Khan va reunir un exèrcit de 30.000 homes per atacar als uzbeks, ordenant a Baber de fer una distracció per Akhsi però Tambol, va enviar reforços a Akhsi que mercès a la complicitat del seu germà que romania al govern i controlava una fortalesa va poder dominar la ciutat; Baber el va enfrontar i es va lliurar la batalla d'Akhsi en la qual Tambal va triomfar i Baber va haver de fugir a les muntanyes amb els seus germans Jahangir Mirza i Nasir Mirza perseguits per Tambal que va estar a punt de fer presoner als dos germans (Jahangir i Nasir); a Baber només li quedaven 8 homes. Ahmed Khan mentre va abandonar el setge d'Andijan i es va retirar cap a l'est, però els dos kans germans no van tenir temps de reunir els seus contingents, i els 15.000 homes que estaven amb Ahmad es van retirar. Van travessar el riu Khudjand i estaven arribant a Akhsi, quan es va presentar Xibani, amb 30.000 homes, que havia evitat els dos exèrcits mongols que havien de cobrir el gruix principal (un a Taixkent a un a Ura-Tepe). Acompanyaven al kan uzbek els seus parents Kotxkunju Sultan, Siyunish Sultan (oncles de Shaybani), Janibeg Sultan (cosí germà), i altres. Els mongols no es van poder organitzar pel combat i foren completament derrotats (juny de 1503) i els dos kans fets presoners. . Quan la notícia es va saber a Taixkent, la guarnició manada per Muhammad Sultan Khanika, fill de Mahmud Khan, va córrer a retirar-se cap al Mogulistan propi, mentre Muhammad Husayn Mirza Doghlat es va retirar d'Ura Tepe cap a Karatigin.
Shaybani va tractar amb generositat als seus il·lustres presoners i va insistir en tres matrimonis amb la seva família com a preu per l'alliberament: el seu fill Muhammad Timur es casaria amb Dughlat Sultan Khanum, germana dels dos kans; ell mateix es casaria amb Anba Sultan Khanum; i Janibeg Sultan es casaria amb Kuruz Khanum; a més 30.000 soldats dels kans serien incorporats a l'exèrcit uzbek. Taixkent i Shahrukhia havien de ser cedides (la primera ja havia estat evacuada però a la segona la mare dels dos kans dirigia la guarnició); aquestes negociacions es van fer el juny de 1503. No és clar el resultat: segons uns els dos kans foren executats o enverinats a Arčiyan el juny del 1503; segons altres Ahmed Khan, el més jove dels dos, va tornar a Mogolistan però va morir al poc d'arribar pels efectes del verí. El presoner que fou pitjor tractat fou Khoja Abul Mokaram, un amic de Baber. Shaybani va establir guarnicions a les principals poblacions de Ferganà. deixant Andijan a Tambal, Ashki al seu germà Sultan Bayazid i Marghilan a l'altra germà Beg Tilbah, i va tornar a Samarcanda.
Com que Tambal, només marxar Shaybani, es va voler apoderar de Taixkent (sense aconseguir-ho), el cap uzbek va retornar (1504) i va atacar la vall de Ferganà. Quan Shaybani va arribar a Marghinan, Tambol es va retirar cap a Andijan amb dos mil homes. El setge d'aquesta va durar 40 dies; llavors se li va unir Muhammed Husayn Mirza Doghlat de Ura Tepe, el pare de l'historiador Haydar, que era el seu germà de llet. Khosraw Shah va recomanar a Tambal de rendir-se; aquest va acceptar i es va rendir amb els seus germans i només sortir foren executats pels uzbeks. Andijan no obstant no fou saquejada per orde de Shayibani, que tot seguit es va establir a Samarcanda. Taixkent fou cedida als seus oncles paterns Kotxkunju i Siyunish i el seu cosí Janibeg Sultan fou nomenat governador d'Andijan. Mahmud Sultan, germà de Shaybani, va rebre el govern de Bukharà, i l'amir Yakub fou nomenat darugha (governador) de Shahrukhia. Baber, Jahangir i Nasir van passar l'hivern del 1503 al 1504 amagats amb pocs homes a Sukh al sud d'Isfara, i a l'inici de l'estiu de 1504 van sortir i van marxar cap al Khurasan.